# Jolanta Maria Kaleta
Jolanta Maria Kaleta (ur. 22 sierpnia 1951 we Wrocławiu) – polska historyk i politolog, były pracownik Muzeum Historycznego i Muzeum Sztuki Medalierskiej, emerytowana nauczycielka historii i wiedzy o społeczeństwie, autorka powieści sensacyjno-przygodowo-kryminalnych.

## Życiorys
Rodzina Jolanty Marii Kalety ze strony ojca wywodzi się z Poznania, a ze strony matki z ziemi tarnopolskiej. W 1969 roku zdała maturę w II LO im. Piastów Śląskich we Wrocławiu. Studiowała historię na Uniwersytecie Wrocławskim i w 1974 roku obroniła pracę magisterską. W tym samym roku podjęła staż naukowy na Politechnice Wrocławskiej w Zakładzie Filozofii. Po odbyciu stażu zatrudniła się w Muzeum Historycznym we Wrocławiu jako asystentka, a później w Muzeum Sztuki Medalierskiej. Od 2006 roku nie pracuje już zawodowo, natomiast od 2012 roku poświęciła się pisaniu powieści.

## Twórczość
- 2012: "Wrocławska Madonna"
- 2012: "W cieniu Olbrzyma"
- 2013: "Operacja Kustosz"
- 2013: "Lawina"
- 2014: "Obcy w antykwariacie"
- 2014: "Złoto Wrocławia"
- 2014: "Duchy Inków"
- 2014: "Strażnik bursztynowej komnaty"
- 2015: "Kolekcja Hankego"
- 2015: "Testament templariusza"
- 2016: "RIESE. Tam gdzie śmierć ma sowie oczy"
- 2017: "Pułapka"